# Melitaea determinata
Melitaea determinata är en fjärilsart som beskrevs av Felix Bryk 1940. Melitaea determinata ingår i släktet Melitaea och familjen praktfjärilar. Inga underarter finns listade i Catalogue of Life.